# Éditions Siloë
 (mai 2013).
Si vous disposez d'ouvrages ou d'articles de référence ou si vous connaissez des sites web de qualité traitant du thème abordé ici, merci de compléter l'article en donnant les références utiles à sa vérifiabilité et en les liant à la section « Notes et références ».
Pour les articles homonymes, voir Siloe.
Ne pas confondre avec la maison d'édition savoyarde : La Fontaine de Siloé
Les éditions Siloë sont une maison d'édition française créée à Laval en 1982. Basée à Laval, le siège de la maison se situe à Nantes. 

## Description
Le catalogue des éditions Siloë, axé sur le Grand Ouest de la France, est aujourd'hui composé de plus de 600 titres. De nombreux ouvrages ont pour thème l'histoire, le patrimoine (architectural et gastronomique) et l'actualité des régions de l'Ouest de la France, notamment la Bretagne, l'Anjou, le Maine et les provinces de Loire. Le catalogue propose également des livres d'art (photographies, peintures, aquarelles, etc.), des romans (collection « îlot » et « L'Ancolie ») et des livres destinés à la jeunesse (collection « Terre de mômes »).

## Histoire
En 1979, Michel Thierry prend les rênes de la librairie religieuse Siloë, située dans le centre-ville de Laval, rue des Déportés. Michel Thierry, souhaitant « renouer avec la tradition du libraire-éditeur », fonde en 1982 les éditions Siloë. 
En 1986, Michel Thierry fonde un GIE regroupant jusqu'à 45 librairies religieuses, le GIE Siloë devient en 2014 une association regroupant des librairies religieuses.
Dans les années 2000, deux autres éditeurs intègrent la direction de la maison d'édition : Marc Nagels, par ailleurs écrivain et essayiste, et Laurent Hor, spécialiste de l'édition numérique.
Michel Thierry décède en 2013, les éditions Siloë cessent d'exister la même année.

## Origine du nom
Le nom de Siloë trouve ses origines dans le nom hébreu « Shiloah », qui désigne la fontaine, à Jérusalem où Jésus, selon l’Évangile, donne la vue à un aveugle-né. Par ailleurs, dans le tunnel menant à cette fontaine de Siloë, ont été découverts les traces d’une des plus vieilles écritures : l’alphabet de Siloë. C’est aussi le symbole, par ses trois voyelles, des trois dimensions de l'homme : physique, intellectuelle et spirituelle.

## Auteurs publiés
- Alphonse-Victor Angot (abbé Angot)
- René Bazin
- Georges Bertin
- Bernadéte Bidaude
- Jean-Paul Bourcereau
- Émile Boutin
- Maja Brick
- Monique Demagny
- Hélène Grégoire
- Pierre Guicheney
- Robert Guy
- Michel Jouneaux
- Jean-Pascal Lefebvre
- Frédéric Lefèvre
- Yannick Le Marec
- Philippe Pichon
- Dominique Pierrelée
- François Ponchaud
- David Ramolet
- Yves Sandre
- Jacques L'Hoste
- etc.